# Infidèle (série télévisée)
Pour les articles homonymes, voir Infidèle.
Infidèle est une mini-série télévisée franco-belge réalisée par Didier Le Pêcheur pour TF1. Elle est diffusée à partir du 6 janvier 2019 en Belgique sur La Une et en France à partir du 7 janvier 2019. Il s'agit de l'adaptation de la série britannique Doctor Foster diffusée en 2015 sur BBC One.
La série est une coproduction de Storia Télévision, BBC Worldwide France, TF1, Be-Films et la RTBF (télévision belge).

## Synopsis
Emma, médecin quadragénaire, découvre des petits indices qui, mis bout à bout, lui donnent à penser que Mattéo, son époux cuisinier, la trompe avec une autre femme. Elle fait suivre Mattéo par l'une de ses patientes qu'elle paie à cet effet, et les résultats de la filature la confortent dans son opinion.
Quand elle parle franchement de ses soupçons à son mari, ce dernier se récrie : Mattéo déclare ne pas la tromper et être vexé qu'elle puisse penser ça de lui.
Puis Emma voit en consultation médicale une jeune femme blonde, Candice, fille de l'une de ses patientes. La jeune femme ne se sentirait pas bien depuis quelques jours. Emma en vient à se demander si Candice ne serait pas la maîtresse de Mattéo, d'autant plus que Candice lui a avoué avoir une liaison avec un homme marié.
Emma ayant fait faire une prise de sang, le résultat révèle que Candice est enceinte : s'il s'agit bien de la maîtresse de Mattéo, comment elle et son amant vont-ils réagir face à cette nouvelle ?

## Distribution
- Claire Keim : Emma
- Jonathan Zaccaï : Mattéo
- Félix Lefebvre (saison 1) puis Grégoire Paturel (saison 2) : Luigi, fils d'Emma et Mattéo
- Chloé Jouannet : Candice
- Mylène Demongeot : Giulia, la mère de Mattéo
- Olivier Claverie : Yves, collègue d'Emma
- Philippe Lefebvre : Nils
- Philippe Torreton : Rodolphe Garnier, investisseur restaurant de Mattéo, le père de Candice
- Sandra Parfait : Linda, patiente d'Emma
- Vanessa David : Gwenaëlle Morin, collègue d'Emma
- Mathieu Madénian : Patrick Castain, patient d'Emma
- Natalia Dontcheva : Ingrid, la mère de Candice
- Léa Bosco : Sara, collègue de Mattéo
- Capucine Valmary : Joséphine, amie du collège de Luigi
- Kevin Rouxel : Jordan, petit ami de Linda
- Clément Koch : Sébastien, collègue d'Emma
- Laura Luna : Ghislaine, la secrétaire de la maison médicale
- William Dechelette : Raphaël, fils de Sara
- Mhamed Arezki : Malik Kaddour, avocat, patient d'Emma et beau-père de Joséphine
- Anne Cazenave : Héloïse, femme de Nils
- Shemss Audat : Florence, mère de Joséphine et épouse de Mr Kaddour
- Margherita Oscuro : Dr Brisson
- Raymond Forestier : Stan, client du bar
- Éric Bougnon : Professeur Forman
- Adrien Velimirovic : JB
- Maxime Daurel : Le père d'Emma
- Julie Papin : La mère d'Emma
- Jeff Bigot : Le chirurgien de Mr Castain
- Céleste Dollanger : Emma, 7 ans
- Léa Blanche Bernard : La surveillante lycée
- Tom Leeb : Gabriel, ostéopathe (Saison 2)
- Clair Jaz: la juge du divorce
- Pierre Perrier : Eric

## Fiche technique
- Réalisation : Didier Le Pêcheur[1]
- Scénario : Hélène Duchâteau, Baptiste Filleul et Pierre Linhart
- Photographie : Myriam Vinocour
- Son : Rodolphe Beauchamp
- Producteur : Thomas Anargyros et Sabine Barthélémy
- Sociétés de production : Storia Télévision, BBC Worldwide France, TF1, Be-Films et la RTBF (télévision belge)[1]
- Costumes : Nadia Chmilewsky
- Décors : Isabelle Quillard
- Musique : Jean-Pierre Taïeb
- Montage : Christine Lucas Navarro
- Pays d'origine :  France,  Belgique
- Langue originale : Français
- Nombre d'épisodes[1] : 6
- Durée : 52 minutes[1]
- Lieux de tournage : Biarritz, Nouvelle-Aquitaine
- Dates des premières diffusions : 
  -  Belgique : depuis le 6 janvier 2019 sur La Une (RTBF)
  -  France : depuis le 7 janvier 2019 sur TF1

## Réception critique
- « Appliqué, le résultat a le mérite de changer de l’habituel polar — c’est le principal avantage des remakes — et devrait intriguer les nouveaux venus. Ceux qui ont vu l’original, en revanche, ne retrouveront pas l’ambiguïté, la tension et la violence psychologique d’un modèle qui, comme souvent, reste nettement supérieur. » Pierre Langlais, Télérama[2].
- « La banalité d’une tromperie devient un chef-d’œuvre dramatique. Il faut dire que l’action est portée par d’excellents acteurs. Claire Keim, d’un côté, qui révèle une fois de plus qu’elle n’est pas qu’un joli visage. Toute en finesse et en retenue, elle cache les doutes qui la rongent et l’entraînent à commettre des bévues professionnelles. Jonathan Zaccaï, de l’autre côté, qui avait adoré la version anglaise, mais impose un personnage masculin plus charismatique que son alter ego anglais, tout empêtré dans les sentiments qu’il nourrit pour deux femmes. » Élisabeth Perrin, Le Figaro[3].
- « Voilà une saga comme on les aime : rythmée, pleine de rebondissements avec un casting cinq étoiles remarquable. Le scénario réussit à nous tenir en haleine comme devant un thriller sans qu'il n'y ait jamais aucun meurtre ni policier à l'horizon », Télé 7 jours[4].

## Audience en France

### Saison 1
| Épisode | Diffusion             | Diffusion                 | Audience moyenne                       | Audience moyenne | Réf.  |
| Épisode | Jour                  | Nombre de téléspectateurs | Part de marché (sur les 4 ans et plus) | Classement       | Réf.  |
| ------- | --------------------- | ------------------------- | -------------------------------------- | ---------------- | ----- |
| 1       | Lundi 7 janvier 2019  | 5 490 000                 | 22,4 %                                 | 1er              | [ 5 ] |
| 2       | Lundi 7 janvier 2019  | 4 960 000                 | 24,8 %                                 | 1er              | [ 5 ] |
| 3       | Lundi 14 janvier 2019 | 5 140 000                 | 21,4 %                                 | 1er              | [ 6 ] |
| 4       | Lundi 14 janvier 2019 | 4 810 000                 | 25,3 %                                 | 1er              | [ 6 ] |
| 5       | Lundi 21 janvier 2019 | 5 200 000                 | 22,1 %                                 | 1er              | [ 7 ] |
| 6       | Lundi 21 janvier 2019 | 4 850 000                 | 24,6 %                                 | 1er              | [ 7 ] |

- Les plus hauts chiffres d'audience
- Les plus bas chiffres d'audience

### Saison 2
| Épisode | Diffusion              | Diffusion                 | Audience moyenne                       | Audience moyenne | Réf.   |
| Épisode | Jour                   | Nombre de téléspectateurs | Part de marché (sur les 4 ans et plus) | Classement       | Réf.   |
| ------- | ---------------------- | ------------------------- | -------------------------------------- | ---------------- | ------ |
| 1       | Jeudi 1er octobre 2020 | 3 380 000                 | 15 %                                   | 1er              | [ 8 ]  |
| 2       | Jeudi 1er octobre 2020 | 2 780 000                 | 15,6 %                                 | 1er              | [ 8 ]  |
| 3       | Jeudi 8 octobre 2020   | 3 270 000                 | 14,3 %                                 | 1er              | [ 9 ]  |
| 4       | Jeudi 8 octobre 2020   | 2 910 000                 | 16,2 %                                 | 1er              | [ 9 ]  |
| 5       | Jeudi 15 octobre 2020  | 3 490 000                 | 15,5 %                                 | 1er              | [ 10 ] |
| 6       | Jeudi 15 octobre 2020  | 3 170 000                 | 18,8 %                                 | 1er              | [ 10 ] |

- Les plus hauts chiffres d'audience
- Les plus bas chiffres d'audience

## Saison 2
Le tournage de la saison 2 commence en novembre 2019 à Biarritz.
Elle est diffusée en Belgique à partir du 15 septembre 2020 et en France à partir du 1er octobre 2020.